# Analyse du travail
L'analyse du travail est une démarche méthodologique utilisée en ergonomie, en organisation, en gestion de production et des ressources humaines, et en ingénierie de formation. 
Elle vise à recueillir des données indispensables avant la réalisation d’une intervention, d’une formation ou d’un recrutement. 
On distingue généralement deux niveaux dans l’analyse du travail : 
- l’analyse de la tâche, et/ou des activités constitutives de l’emploi ;
- l’analyse des conduites opératoires de la personne, qui permettent d’apprécier les registres de fonctionnement utilisés (les compétences mises en œuvre, ou requises, pour la réalisation d’une activité).